# Megalorchestia minor
Megalorchestia minor is een vlokreeftensoort uit de familie van de Talitridae. De wetenschappelijke naam van de soort is voor het eerst geldig gepubliceerd in 1957 door Bousfield.